# Nordkoreas historia
För Nordkoreas historia före 1948 se Koreas historia.

Nordkoreas historia börjar i och med utropandet av Demokratiska folkrepubliken Korea 9 september 1948 i Pyongyang.
Korea bestod fram till 1948 av de delar som idag är Nord- och Sydkorea. Efter att Japan kapitulerat i Andra världskriget delades Korea under Potsdamkonferensen 1945 längs med den 38:e breddgraden. Den norra delen blev Sovjetunionens ockupationszon, medan den södra blev USA:s. Målet var att Korea skulle återförenas och få självständighet, men förhandlingarna misslyckades och FN fick ärendet på sitt bord. Den 15 augusti 1948 upprättades Republiken Korea (Sydkorea) och som svar på det upprättades Demokratiska folkrepubliken Korea i Nordkorea. Likt  Tyskland delades Korea upp i två länder med egna regeringar. Redan tidigt fick Kim Il Sung stor makt i Nordkorea.

## Koreakriget

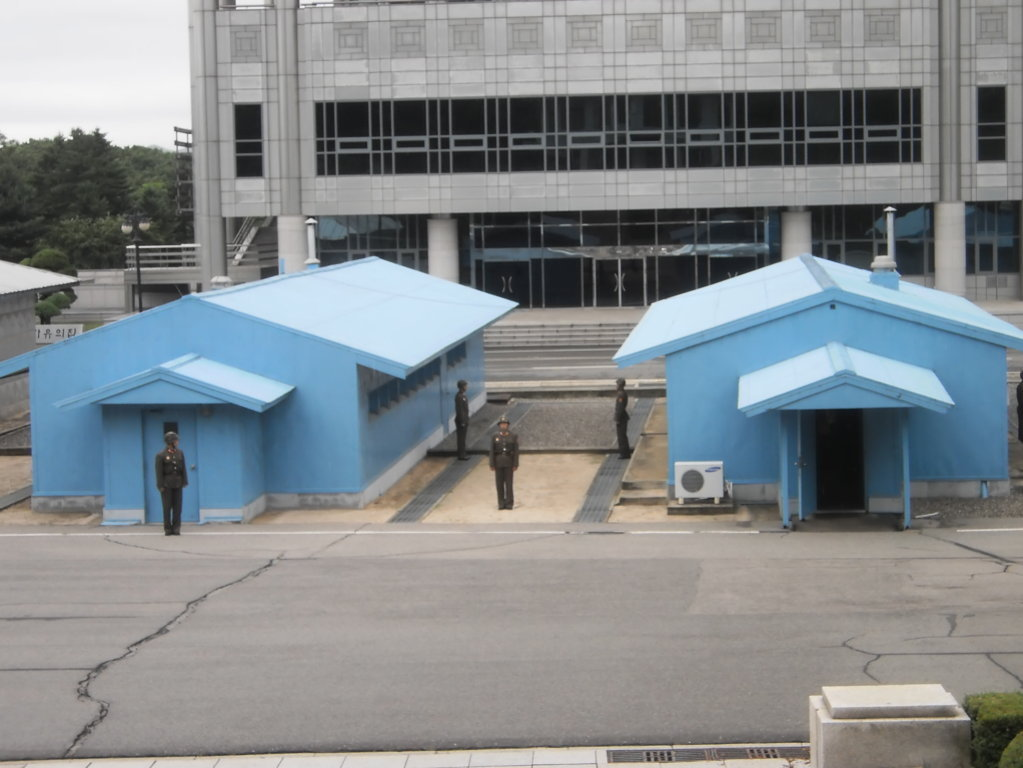
Gränsen mellan Nord- och Sydkorea, som ligger i den demilitariserade zonen mellan länderna.

De båda koreanska partierna för Nord- och Sydkorea ansåg sig vara det rätta för att leda ett återförenat Korea och tonen hårdnade från båda håll. Nordkoreas regering ansåg sig vara den legitima ledningen för hela Korea och utropade Seoul till huvudstad. 
Både Nord- och Sydkoreanska förband gjorde räder över den 38:e breddgraden och kriget utbröt formellt den 25 juni 1950 då de nordkoreanska trupperna (enligt den gängse historiebeskrivningen som motsägs av Nordkorea) gick över gränsen.. 
FN:s säkerhetsråd antog den 27 juni en resolution som uppmanade medlemsstaterna att undsätta Sydkorea. Sovjetunionen bojkottade vid denna tid säkerhetsrådet, och kunde därför inte lägga in sitt veto. FN-styrkor ledda av USA gick nu in på Sydkoreas sida, medan Nordkorea senare mottog hjälp från Kina. Kriget övergick snart i ett dödläge. Tre år senare enades parterna om ett "tillfälligt" vapenstillestånd som råder än idag. Förlusterna i kriget var stora: För Sydkorea ca 1 miljon, Nordkorea ca 1 miljon, Kina troligen ca 600 000, USA drygt 36 000, övriga FN-länder ca 3 000 (alla siffror är ungefärliga).
Konflikten pågar tekniskt sett fortfarande i dag. En fredsdeklaration skrevs under i Pyongyang den 4 oktober 2007, med målet att ersätta vapenstilleståndet med ett permanent fredsavtal.

## Kim Il Sung
Sovjetunionen lät tidigt Kim Il Sung få stor makt i landet och 1949 var Kim premiärminister, ordförande för kommunistpartiet Koreanska arbetarpartiet och hade stor makt över den nordkoreanska armén. Han hade tidigare lett gerillan som arbetade för Koreas befrielse från Japan och då Japan kapitulerade hälsades gerillan som befriare av det koreanska folket. Kim Il Sung valdes till ledare för hela Korea i allmänna val. Valen erkändes dock inte av de amerikanska styrkorna, som lät flyga in en exilkorean för att leda södra Korea. En personkult växte kring Kim Il Sung och det har rests enorma statyer i Nordkorea. Även den nordkoreanska konstitutionen hyllar honom och pekar ut honom som "republikens evige president". Vid Kim Il Sungs bortgång 8 juli 1994 gick makten till hans son,  Kim Jong Il.

### Konsolidering
27 juli 1953 skrevs vapenstillståndet under i Panmunjom. I Nordkorea firades det genom en militärparad i Pyongyang där Kim Il-Sung förklarade att man "slagit de imperialistiska inkräktarna med stora förluster i mannar och material". Nu startade återuppbyggnaden av Nordkorea som skedde med assistans från Kina och Sovjetunionen. Under samma period kunde Kim konsolidera sin makt i landet gentemot sina interna motståndare: Yan'an-fraktionen (prokinesiska), de prosovjetiska och andra koreanska kommunister. De kommande åren skedde utrensningar mot bland annat sydkoreaner som gått över till Nordkorea som anklagades för spioneri och fängslades eller avrättades. Utrikesministern Pak Hon-yong ställdes ansvarig för att stödet varit otillräckligt från sydkoreaner och avrättades 1955 efter en summarisk rättegång.
Nikita Chrusjtjovs avstalinisering 1956 påverkade även Nordkorea som tillsammans med Albanien och Kina var de mest högljudda motståndarna till en kursändring. I augusti samma år när Kim Il-sung besökte Moskva försökte en grupp politiska motståndarna ta makten i Pyongyang. Il-Sung vände snabbt hemåt och kunde slå ner detta försök till liberalisering av styret. Il-Sung och hans grupp framstod för befolkningen som nationella hjältar efter tiden i motståndsrörelsen mot den japanska ockupationsmakten. Deras motståndare som hade sympatier för Kina respektive Sovjet framstod som representanter för dessa länder. Nya utrensningar följde 1956-1958 och 1961 var all opposition gentemot Kim Il-Sungs styre borta.

Inom det kommunistiska östblocket kom Nordkorea att balansera mellan Sovjetunionen och Kina efter att de två stormakterna i början av 1960-talet hamnat på kollisionskurs. I relationen mot Kina kom Kim Il-Sung att gå emot de flesta av Mao Zedongs idéer, bland dem Kulturrevolutionen. Däremot kom en nordkoreansk variant, Chollima, att genomföras 1958-1960 med det stora språnget som förebild. Till en början ställde man sig på Kinas sida, bl.a. med bakgrund i den gemensamma kritiken mot avstaliniseringen. Efterhand ändrade detta sig då Il-Sung ville undvika att bli en kinesisk satellit och Kina inte heller kunde erbjuda samma assistans i industrialiseringen och den militära upprustningen som Sovjetunionen. Under kulturrevolutionen kollapsade relationerna med Kina men Nordkorea låg lågt i sin kritik, medvetna om Kinas militära styrka. Skärmytslingar ägde rum med rödgardister längs med gränsen. Från 1970 normaliserades relationerna med Kina och 1971 besökte Zhou Enlai Pyongyang och bad om ursäkt för rödgardisternas agerande.

### Ekonomisk utveckling
Koreakriget förstörde mycket av Nordkoreas infrastruktur och därför gjordes tre-, fem- och sjuårsplaner för att bli ett kommunistiskt industriland med centralstyrd planekonomi. Det lyckades väl och under 1960-talet var Nordkorea det näst mest industrialiserade landet i östra Asien, endast Japan låg före. Kim Il Sung utvecklade under 1950- och 60-talen sin egen nordkoreanska variant på kommunismen "Juche", vilket ungefär kan översättas med oberoende. Målet var att göra Nordkorea tillräckligt starkt för att stå emot en utländsk invasion eller kapitalism och har lagt grunden för den isolationistiska politiken. 
Under 1970-talet öppnades landet något då bland annat handelsförbindelser startades med Sverige som även var det första västerlandet som öppnades en ambassad i landet 1975. Svenska företag såg vid denna tid potential i landet och bland annat levererade Volvo 600 stycken personbilar och en svensk industrimässa arrangerades.

### Konflikten med Sydkorea och USA 1966-1969
I mitten av 1960-talet imponerades Kim Il Sung av Nordvietnams Ho Chi Minh och hans mål att förena Vietnam genom gerillakrigföring och tänkte sig en liknande utveckling i Korea. Nordkorea kom nu att öka sin infiltration och subversiva verksamhet mot Sydkorea och USA. Dessa strävanden kulminerade 1968 i ett försök att storma det blå huset i Seoul och att mörda Sydkoreas president Park Chung-hee. Den nordkoreanska militären agerade även aggressivare vid den demilitariserade zonen. Den amerikanska militärbåten USS Pueblo kom även att tas i beslag och ställas upp i Pyongyang.
1972 ägde det första formella mötet rum mellan Pyongyang och Seoul men de ledde ingenstans och relationerna var fortsatt präglade av misstänksamhet. När Saigon föll 1975 och Nordvietnam enade Vietnam såg Il-Sung chansen att göra samma sak i Korea med stöd från Kina. Han besökte Peking i hopp om stöd från Mao Zedong men denne vägrade då Kina återupprättat sina relationer med USA och samtidigt kämpade med effekterna av kulturrevolutionen. Kim Il Sung var från 1972  landets president och beslöt 1980 att sonen Kim Jong-Il skulle bli hans efterföljare, vilket offentliggjordes vid partikongressen 1980.

### Ekonomisk nedgång
I slutet av 1970-talet började en ekonomisk nedgång för Nordkorea. Orsakerna var besluten att öka anslagen till militär upprustning och beslut inom landets gruvindustri. Man drabbades också av oljekrisen och de höjda oljepriserna som följde. Landet kom att dra på sig utlandsskulder. Juche-politiken och antagonismen gentemot USA och dess allierade gjorde det också svårt att utveckla utrikeshandeln. Den ekonomiska nedgången förde med sig att levnadsstandarden inte längre höjdes och senare gick nedåt. Samtidigt gjorde viljan att minska sitt beroende gentemot Sovjetunionen och Kina att landets ledning satsade på att bygga en stor militärmakt från andra halvan av 1960-talet.
För att utvinna ur landets gruvor köptes ett stort antal maskiner och annan utrustning in utifrån men efter att investeringarna gjorts gick priserna ner och Nordkorea hamnade nu i en situation med stora utlandsskulder, däribland till Sverige. Den nordkoreanska planekonomin med fokus på tung verkstadsindustri stagnerade och landet saknade förmåga att modernisera och utveckla sitt näringsliv. Landets försök att kopiera de kinesiska framgångarna under Deng Xiaoping på 1980-talet misslyckades vilket gjorde att Kim Il-Sung fokuserade på ett bevarande av ideologin. Nordkorea följde inte heller efter utvecklingen i Sovjetunionen efter Gorbatjovs tillträde 1985.

## Kim Jong Il

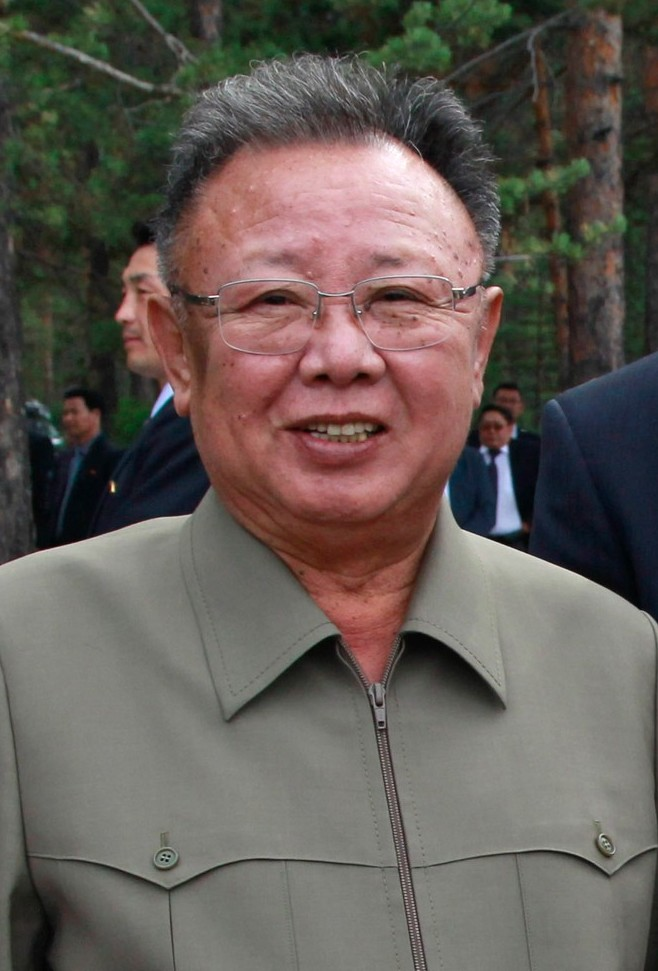
Kim Jong Il.

Då Kim Il Sung gick bort avskaffades presidentämbetet, men hans son Kim Jong Il övertog i praktiken all makt 1994. Han benämndes i början av sin tid som högste ledare officiellt som "den käre ledaren", men numera endast som Ordföranden. Hans födelsedag är allmän helgdag i Nordkorea. Det finns stora myter kring Kim Jong Il och i väst är informationen om honom begränsad. Det är exempelvis inte allmänt känt hur hans familjesituation ser ut. Det gör även att informationen om hans ledarskap är mycket begränsad.

### Ekonomisk stagnation och hungerkatastrof
Östblockets sammanbrott 1989-1991 blev fatalt för den nordkoreanska ekonomin. Efter Sovjetunionens upplösning 1991 förlorade landet en av sina viktigaste kunder för sin export och sin viktigaste biståndsgivare vilket ledde till en djup ekonomisk nedgång som var som värst vid slutet av 1990-talet. Skörden minskade med 60 % vilket skapade en omfattande hungersnöd. Följderna har blivit att miljontals lever i fattigdom och med bristfällig sjukvård.  Så många som två miljoner beräknas ha dött av svält. Landet är beroende av mat från utlandet, men enligt rapporter har denna inte alltid delats ut till de mest behövande. En ständig energikris råder sedan Sovjetunionens fall och Nordkorea förlorade möjligheten att importera kol och olja därifrån till subventionerade priser. Kina förser än idag Nordkorea med subventionerad olja, men i betydligt mindre kvantiteter än vad Sovjetunionen gjorde. 

### Närmanden mellan nord och syd
Den så kallade solskenspolitiken från Sydkoreas Kim Dae-jung ledde fram till minskade spänningar mellan Nordkorea och Sydkorea år 2000. För första gången på årtionden kunde familjer återförenas genom besök. Man kom även överens om att reparera vägförbindelser mellan länderna. 2007 återupptogs reguljära tågförbindelser mellan Nord- och Sydkorea för första gången sedan 1951. Fram till 2008 kunde även sydkoreanska turister besöka Kumgangbergen. Sedan 2003 produceras även sydkoreanska produkter, bland dem Hyundai i den nordkoreanska industriregionen Kaesong. Närmanden markerades även vid OS i Sydney 2000 då de koreanska lagen marscherade in vid invigningen under gemensam flagg.

### Kärnvapenprogram
Länge var innehavet av kärnvapen inte bekräftat av Nordkorea eller av någon oberoende källa; Nordkoreas ledare antydde dock ofta innehav, och landet pekades ut som en potentiell kärnvapenmakt. I februari 2005 gick dock den nordkoreanska regeringen officiellt ut med sitt kärnvapeninnehav och den 9 oktober 2006 meddelade man att man utfört en underjordisk provsprängning av en kärnladdning. 
Idag präglas Nordkorea av fattigdom och drabbas hårt av sanktioner av FN och andra länder och sammanslutningar. Då Nordkorea inte tillåtit IAEA:s vapeninspektörer att inspektera landets kärnanläggningar har världen försökt att medelst ekonomiska och handelssanktioner få till stånd inspektioner. Landet befinner sig sedan början av 1990-talet i en allvarlig ekonomisk kris. Den 13 februari 2007 skrev Nordkorea ett avtal tillsammans med Sydkorea, USA, Ryssland och Kina (de så kallade fempartssamtalen) om att Nordkorea ska stänga ner Yongbyon-reaktorn i utbyte mot energi- och ekonomiska bidrag.